# Australsecodes bicolor
Australsecodes bicolor är en stekelart som först beskrevs av Girault 1915.  Australsecodes bicolor ingår i släktet Australsecodes och familjen finglanssteklar. Inga underarter finns listade.